# Национальная галерея Берлина

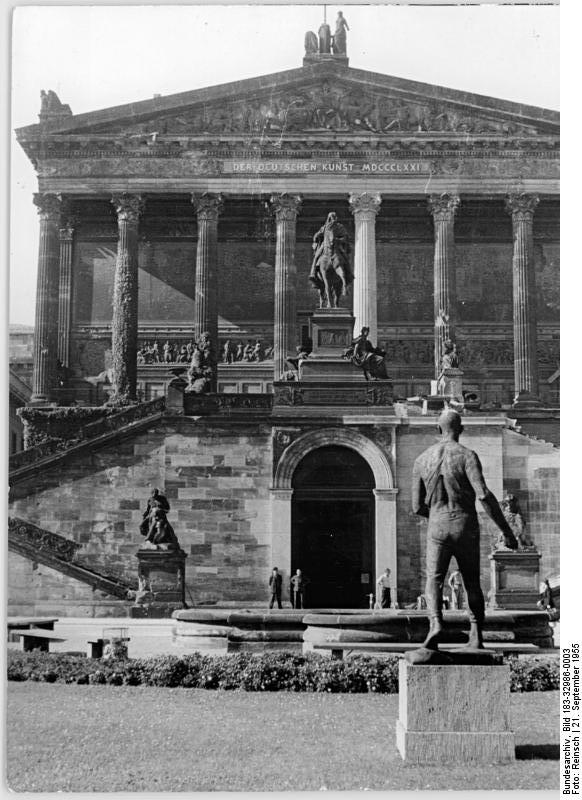
Старая национальная галерея. 1955 год

Национальная галерея Берлина (нем. Nationalgalerie Berlin) — собрание произведений искусства XIX, XX и XXI веков в составе Государственных музеев Берлина Фонда прусского культурного наследия. 
В фонды Национальной галереи Берлина входят следующие собрания и соответствующие музейные здания
- Искусство XIX века:

- Старая национальная галерея
- Фридрихсвердерская церковь

- Искусство XX века:

- Новая национальная галерея
- Собрание Берггрюна
- Собрание Шарфа-Герстенберга

- Искусство XXI века:

- Гамбургский вокзал

## История
Национальная галерея Берлина была основана в 1861 году в качестве собрания современного искусства, поводом послужила полученная городом в дар коллекция банкира Иоганна Генриха Вагенера. В 1876 году коллекция переехала в новое здание Национальной галереи, нынешнюю Старую национальную галерею.
Постепенно коллекция стала прирастать за счёт новых приобретений и подарков. В 1919 году Людвиг Юсти оборудовал во Дворце кронпринцев галерею современного искусства — Новый отдел Национальной галереи Берлина. В 1937 году около пятисот работ из этой коллекции было конфисковано как «дегенеративное искусство». Во Вторую мировую войну здание Национальной галереи, фонды которой были эвакуированы, было разрушено. После войны часть фондов Национальной галереи демонстрировалась на Музейном острове. Часть коллекции, оказавшаяся на территории Западного Берлина, с 1968 года экспонировалась в здании Новой национальной галереи в Культурфоруме.
После объединения Германии разделённые фонды Национальной галереи воссоединились. Обширная коллекция Национальной галереи разместилась в пяти музейных зданиях. Искусство XIX века находится в Старой национальной галерее, искусство XX века от классического модернизма до 60-х годов — в Новой национальной галерее, а современное искусство — в Музее современности в бывшем здании берлинского Гамбургского вокзала. В Музее Берггрюна в западном Штюлеровском здании напротив дворца Шарлоттенбург демонстрируются работы Пабло Пикассо и других художников классического модернизма. В восточном Штюлеровском здании разместилось собрание Шарфа-Герстенберга — коллекция сюрреалистического искусства, ставшая доступной публике с 10 июля 2008 года. В экспозиции Фридрихсвердерской церкви представлена скульптура начала XIX века. Часть фондов Национальной галереи, например, произведения искусства эпохи ГДР, из-за отсутствия площадей пока находятся в запасниках.